# Катастрофа Ил-12 под Магаданом (1958)
Катастрофа Ил-12 под Магаданом — авиационная катастрофа, произошедшая днём понедельника 9 июня 1958 года на полуострове Старицкого, близ Магадана. Авиалайнер Ил-12П Хабаровского ОАО авиакомпании «Аэрофлот» завершал плановый внутренний рейс SU-105 по маршруту Хабаровск — Охотск — Магадан, но при заходе на посадку в Магаданском аэропорту 13 км лайнер, летя в сложных погодных условиях, врезался в сопку на полуострове Старицкого и полностью разрушился. Погибли все 24 человека на борту — 20 пассажиров и 4 члена экипажа.
На 2024 год это крупнейшая авиационная катастрофа в Магаданской области.

## Самолёт
Ил-12П с заводским номером 30082 и серийным 082 был выпущен заводом «Знамя Труда» (Москва) в 1947 году. Авиалайнер получил регистрационный номер СССР-Л1364 и был передан Главному управлению гражданского воздушного флота, которое в свою очередь направило его во Внуковский авиаотряд Московского территориального управления гражданского воздушного флота. В 1949 году борт Л1364 был переведён в 198-й (1-й Хабаровский) авиаотряд Дальневосточного территориального управления гражданского воздушного флота. Общая наработка самолёта составляла 11 103 лётных часа.

## Экипаж
Ил-12 пилотировал экипаж из 198-го лётного отряда, в состав которого входил:
- Командир воздушного судна — Капитулин Фёдор Васильевич
- Второй пилот — Иванов Фёдор Фёдорович
- Бортмеханик — Селивон Стефан Самуилович
- Бортрадист — Исаев Алексей Алексеевич

## Катастрофа
9 июня 1958 года в 10:16 местного времени (01:16 МСК) рейс 105 вылетел из Охотского аэропорта, рейс выполнял Ил-12П борт СССР-Л1364, летящий из Хабаровска в Магадан с промежуточной остановкой в Охотске, на борту находились 24 человека — 20 пассажиров и 4 члена экипажа. До Охотска полёт проходил без отклонений. В Охотске экипаж получил прогноз погоды в Магадане: сплошная с разрывами (7-10 баллов) слоисто-кучевая и разорвано-дождевая облачность с нижней границей 300—600 метров, штиль, дождь, видимость от 4 до 10 километров. После набора высоты рейс 105 занял эшелон 2400 метров.
В 11:20 экипаж доложил диспетчеру о пролёте Балаганного и получил разрешение на вход в зону Магаданского аэропорта. В 11:30 экипаж установил связь с диспетчерской службой аэропорта и доложил о полёте в облаках на высоте 2400 метров, на что руководитель полётов дал разрешение снижаться сперва до 1800 метров, а затем и до 1500 метров. В 11:48 с самолёта доложили о пролёте приводной радиостанции, на что руководитель полётов дал разрешение снижаться и пробивать облачность по установленной схеме. Впоследствии на допросе руководитель полётов скажет, что он передал экипажу условия посадки и информацию о погоде, в том числе и о нижней границе облачности в 600 метров. Но по данным записи переговоров между диспетчером и экипажем этого сделано не было. Больше экипаж на связь уже не выходил и на вызовы не отвечал.
Над Магаданом небо на самом деле было затянуто облаками с нижней границей 300 метров, шёл дождь, а видимость составляла 6 километров. Когда командир получил разрешение на пробивание облачности, то, выполняя полёт по схеме, он снизился до высоты 600 метров. Однако при выполнении захода самолёт по неустановленной причине отклонился от заданной линии пути и теперь направлялся в сторону гор. Далее, летя сквозь облака высотой всего 300 метров, командир увидел через разрывы бухту. Решив, что это бухта Гертнера, экипаж продолжил снижение и влетел в облака. На самом же деле увиденная ими бухта была Весёлая, которая южнее на несколько километров. В 11:50 (02:50 МСК) летящий в облаках на высоте 430 метров Ил-12 зацепил верхушки нескольких деревьев, а затем в 16,5 километрах южнее аэропорта врезался в сопку на полуострове Старицкого. Промчавшись по склону на протяжении 130 метров через деревья и камни и поднявшись по нему до отметки 500 метров над уровнем моря, авиалайнер полностью разрушился, а все 24 человека на борту погибли.
Это крупнейшая авиационная катастрофа в Магаданской области. На месте происшествия ныне установлен символический деревянный крест.

## Причины
Согласно мнению следственной комиссии, главной причиной катастрофы стало грубое нарушение авиадиспетчеров по части несоблюдения метеорологического минимума аэропорта «13 км» (Магадан-13), согласно которому минимальная высота облачности была 600 метров, а видимость — 4 километра. Фактическая нижняя граница облачности была 300 метров, то есть вдвое ниже погодного минимума, однако аэропорт не стали закрывать для приёма самолётов. Также способствовало катастрофе то обстоятельство, что командир начал выполнять заход на посадку при погодных условиях ниже метеоминимума, а в процессе пробивания облачности отклонился от установленной схемы.

### Комментарии
1. ↑  Здесь и далее указано Магаданское время (UTC+12:00)